# Die Narrenburg
Die Narrenburg ist eine Erzählung von Adalbert Stifter. Sie erschien im Erstdruck 1842 in „Iris. Taschenbuch für das Jahr 1843“ in der so genannten Journalfassung. 1844 wurde bei Gustav Heckenast in Pest die von Stifter leicht überarbeitete so genannte Buchfassung als Teil des Erzählungszyklus „Studien“ veröffentlicht. Die Narrenburg gehört damit zu den frühen Werken Stifters.
Nach Plänen Stifters sollte die Erzählung ursprünglich nur den ersten Teil einer größeren Reihe von thematisch zusammenhängenden Erzählungen bilden. Tatsächlich existieren aber nur zwei weitere Werke Stifters, die an die Handlung der Narrenburg anknüpfen, nämlich die dritte, 1847 veröffentlichte Fassung von „Aus der Mappe meines Urgroßvaters“ und die Erzählung „Prokopus“ aus dem Jahr 1848.

## Handlung
Im Mittelpunkt der Erzählung steht die gräfliche Familie Scharnast und deren Familiensitz – die zur Ruine verfallene Burg Rothenstein, welche im Volksmund „die Narrenburg“ genannt wird. Nach dem Tod des letzten Vertreters der Hauptlinie der Scharnasts, Christoph, ist der Rothenstein verwaist. Im Laufe der Erzählung stellt sich heraus, dass der Naturforscher Heinrich, der die Gegend eigentlich nur aufsucht, um dort naturkundliche Studien zu betreiben, der rechtmäßige Erbe des Rothensteins ist. Bevor Heinrich sein Erbe antritt, heiratet er die bürgerliche Tochter eines Gastwirts, Anna. Beide ziehen auf den wiederaufgebauten Rothenstein und gründen eine Familie, so dass die Familientradition der schon ausgestorben geglaubten Scharnasts fortgesetzt werden kann.
Eingewoben in diese Handlung ist eine Binnenerzählung, in der der Leser erfährt, wie es zur Ruinierung des Rothensteins kam: Es beginnt mit Christophs Großvater Julianus, der seinen Bruder um das ihm zustehende Erbe betrügt und einen Großteil des Familienvermögens verschwendet. Dessen Sohn, Jodok, setzt das zerstörerische Werk seines Vaters fort. Er beginnt mit der physischen Verwüstung der Burg, indem er nach einer gescheiterten Ehe und dem Selbstmord seines Bruders Gebäude niederbrennt und das Burgareal verlässt, um am Fuße des Burgberges in einem kleinen Haus zu leben. Jodoks Sohn, Christoph, vollendet den Niedergang. Er lässt den Rothenstein zumauern und schließt sich heidnischen Truppen an, die gegen das Christentum kämpfen. Er wird im Krieg erschossen, wodurch die Familientradition auf dem Rothenstein vorläufig beendet ist.

## Interpretation
Die Narrenburg wird in erster Linie als ein Plädoyer Stifters für den Wert der Familie interpretiert. Die Berufung des Menschen ist es für Stifter, eine gute, verantwortungsvolle Ehe zu führen, Kinder zu haben und seine Familie zu schützen. Tut er es, bewahrt er nicht nur die Familientradition, sondern auch die gesamte historische Tradition. Geht er mit seiner Familie verantwortungslos um, so wie es die närrischen Scharnasts getan haben, führt dies nicht nur zu einer Beschädigung der Familie, sondern zu einem viel ausgedehnteren Schaden in der historisch-kulturellen Tradition der Menschheit. Beide Schäden werden von der zeitweilig zur Ruine verfallenen Burg Rothenstein versinnbildlicht. Behoben werden kann dieser durch eine närrische Abkehr von der Familie ausgelöste Schaden aber durch die gute, glückliche und kinderreiche Ehe Heinrichs mit der bürgerlichen Anna. Durch diese Rettung der Scharnasts mit Hilfe einer Heirat weit unter Stand kann Die Narrenburg darüber hinaus auch politisch interpretiert werden. Offensichtlich ist der Adel allein nicht mehr in der Lage, die Familie und die historisch-kulturelle Tradition der Menschheit zu bewahren, sondern bedarf der Auffrischung durch die Einheirat Bürgerlicher.